# Enrique Collazo
Enrique Collazo es un boxeador puertorriqueño de la categoría de 75 kg.

## Trayectoria
Enrique fue finalista en cuartos de final y quinto en la categoría de peso mediano en el torneo Americano de boxeo olímpico de 2012. Cinco puntos fueron disponibles para su calificación en peso mediano. Enrique logró clasificar a los cuartos de final, desde que fue derrotado por Terrell Gausha. Tras la pérdida ante su oponente, esto provocó controversia de no poder participar en los Juegos Olímpicos.
Enrique ganó la medalla de oro en los Juegos Centroamérica y el Caribe de 2010 organizado en Mayagüez.
En 2012 en Juegos Olímpicos de Londres 2012, Collazo fue derrotado en la primera ronda por el alemán Stefan Hartel, con un resultado de 18-10.